# Günter Schlatter
Günter Schlatter (* 7. März 1941 in Köln) ist ein deutscher Politiker (SPD).

## Leben
Schlatter  besuchte die Volksschule, durchlief eine versicherungskaufmännische Lehre und absolvierte ein Abendstudium an der Verwaltungs- und Wirtschaftsakademie in Köln.
Danach war er zunächst als Buchhaltungsleiter, Handlungsbevollmächtigter, später als Prokurist und Abteilungsleiter bei der Nordstern Versicherungs-AG in Köln tätig. 1961 trat Schlatter der SPD bei, wo er von 1973 bis 1986 als Vorsitzender den SPD-Bezirk Mittelrhein führte.
Parallel dazu gehörte er, für die Fraktion der SPD, von 1980 bis 1987 als Abgeordneter und als Mitglied des Finanzausschusses dem Deutschen Bundestag an.
1986 wurde er in den Vorstand der Provinzial-Versicherung-Rheinland in Düsseldorf berufen, wo er 1994 die Position des Stellvertretenden Vorsitzenden – und zum 1. Januar 2002 den Vorstandsvorsitz übernahm.
Zusätzlich gehörte Schlatter dem Beirat für Öffentliche Verwaltung der Westdeutschen Landesbank und der Gewerkschaft Handel, Banken und Versicherungen an. 1977 gründete er das Willi-Eichler-Bildungswerk, dessen Vorsitzender er auch ist.
Im Alter von 65 Jahren wurde Schlatter, im März 2006, bei der Provinzial in den Ruhestand verabschiedet, aus dem er sich drei Jahre später zurückmeldete und zum 1. Juli 2009 das Vorstandsressort „Finanzen“ bei der RAG-Stiftung in Essen übernahm.